# Вільям Портер
Вільям Франклін Портер ІІІ (англ. William Franklin Porter III; 24 березня 1926 — 10 березня 2000) — американський легкоатлет, який спеціалізувався в бігу з бар'єрами.

## Із життєпису
Олімпійський чемпіон з бігу на 110 метрів з бар'єрами (1948).
Чемпіон США з бігу на 110 метрів з бар'єрами (1948).
По завершенні спортивної кар'єри жив у Каліфорнії, займався бізнесом з постачання товарів медичного призначення.

## Основні міжнародні виступи
| Рік  | Змагання         | Місто  | Місце | Дисципліна |
| ---- | ---------------- | ------ | ----- | ---------- |
| 1948 | Олімпійські ігри | Лондон | 1     | 110 м з/б  |